# Strengenberg
Strengenberg ist ein Gemeindeteil der Gemeinde Rückersdorf im Landkreis Nürnberger Land (Mittelfranken, Bayern). Strengenberg liegt in der Gemarkung Rückersdorf.

## Geographie
Das Dorf Strengenberg liegt am östlichen Abhang der Ludwigshöhe. Nordwestlich grenzt der Rückersdorfer Forst an. Im Süden verläuft die Bahnstrecke Nürnberg–Cheb und im Osten befindet sich das Stadtgebiet von Lauf.

## Geschichte
Der Name des Ortes rührt wahrscheinlich von einer Familie Streng her. Ein Eberlein Streng hatte laut Eintragungen in einem Grundbuch des Nürnberger Katharinenklosters von 1514 einen Gutsbesitz mit Feldern, Wiesen und einem Stück Wald, welches sich am Schmalzberg, heute Ludwigshöhe, befunden habe. Somit ist sicher, dass das Gut Strengenberg in die Lehnsherrschaft des Katharinenklosters gehörte.
Lange Zeit war dieses Gut, das sich aus einem Haupthaus und verschiedenen Nebengebäuden zusammensetzte, die einzige Bebauung. Im Dreißigjährigen Krieg verwüstet, wurde das Gut im Laufe der Zeit wieder aufgebaut. Das Haupthaus erhielt seine endgültige, noch heute erhaltene Gestalt 1774 durch den Arzt und Physiker Philipp Ludwig Wittwer.
Mit dem Gemeindeedikt (frühes 19. Jahrhundert) wurde Strengenberg dem Steuerdistrikt Rückersdorf und der Ruralgemeinde Rückersdorf zugewiesen.

## Baudenkmäler
Im Zentrum von Strengenberg steht das ehemalige Herrenhaus Strengenberg aus dem Jahr 1778.

## Landschaftsschutzgebiet Rückersdorf
Die unbebaute Fläche im Osten und im Westen des Gebiets liegt im nördlichen Teil des Landschaftsschutzgebiets Rückersdorf (LSG-00583.01).